# ماثيو برودريك
ماثيو برودريك (بالإنجليزية: Matthew Broderick) ممثل أمريكي من مواليد 21 مارس 1962.

## الأعمال

### أفلام
| السنة | العنوان           | الدور       |
| ----- | ----------------- | ----------- |
| 1986  | إجازة فيريس بيولر | فيريس بيولر |
| 1990  | الطالب الجديد     | كلارك كيلوغ |
| 1994  | الأسد الملك       | سيمبا       |

## مواقع خارجية
- ماثيو برودريك على موقع IMDb (الإنجليزية)
- ماثيو برودريك على موقع ميتاكريتيك (الإنجليزية)
- ماثيو برودريك على موقع الموسوعة البريطانية (الإنجليزية)
- ماثيو برودريك على موقع روتن توميتوز (الإنجليزية)
- ماثيو برودريك على موقع مونزينجر (الألمانية)
- ماثيو برودريك على موقع ألو سيني (الفرنسية)
- ماثيو برودريك على موقع ميوزك برينز (الإنجليزية)
- ماثيو برودريك على موقع تيرنر كلاسيك موفيز (الإنجليزية)
- ماثيو برودريك على موقع أول موفي (الإنجليزية)
- ماثيو برودريك على موقع بوكس أوفيس موجو (الإنجليزية)